# Кепріоара (Тулча)
Кепріоара (рум. Căprioara) — село у повіті Тулча в Румунії. Входить до складу комуни Хамчарка.
Село розташоване на відстані 197 км на північний схід від Бухареста, 32 км на захід від Тулчі, 107 км на північ від Констанци, 44 км на південний схід від Галаца.

## Населення
За даними перепису населення 2002 року у селі проживали 77 осіб, усі — румуни. Усі жителі села рідною мовою назвали румунську.